# Брод Бигл
Брод Бигл представљао је брод којим се служио Чарлс Дарвин у периоду од 1831. до 1836. године, заједно са капетаном брода Робертом Фицројом. Бигл је пловио од Енглеске до Јужне Америке, затим испод Аустралије, Азије и Африке, да би се опет, преко Јужне Америке вратио у родну Енглеску. Брод Бигл, типа бриг –слуп (ратни једрењак) краљевске морнарице који је Дарвина транспортовао широм света тридесетих година деветнаестог века, поринут је 1820. године са докова Вулвича на реци Темзи. У јулу исте године, поносно је заузео место међу бродовима на смотри приређеној у част крунисања краља Џорџа IX, а уз то је био и први брод који је пловио испод тек саграђеног Лондон Бриџа.